# Mangelbeek
De Mangelbeek is een 24 km lange zijrivier van de Demer in de Belgische provincie Limburg. Ze doorkruist het landschap van oost naar west. Vooral in het oostelijk deel, waar de beek van het Kempens Plateau afstroomt, is de beek zeer ijzerrijk en heeft een roestbruine kleur. Begin 20e eeuw werd de beek rechtgetrokken en werden er stuwtjes in de beek aangelegd.
De Mangelbeek ontspringt op het Kempens Plateau in Helchteren, op ongeveer 76 meter hoogte, en loopt verder via Lillo naar Zolder. Onderweg krijgt ze water van de Echelbeek, Schansbeemdenbeek, Laambeek en de Berkenbosbeek.
Vlak bij het kasteel Meylandt in Heusden ligt het natuurreservaat Meylandt-Obbeek, gelegen aan weerszijden van de N72. Het gebied beslaat zo'n 250 ha en is een moerasgebied in de vallei van de Mangelbeek. Andere natuurgebieden in het stroomgebied van de Mangelbeek zijn: Vallei van de Mangelbeek, Mangelbeekvallei, Lummens Broek en Berkenbosbeek.
Ten westen van het Albertkanaal loopt de Mangelbeek onder de verkeerswisselaar ("het klaverblad") van Lummen door. Net voordat de Mangelbeek onder de verkeerswisselaar van de E314 en E313 duikt, ontvangt ze water van de Jantenbeek. En nadat ze iets verder de Onze-Lieve-Vrouwstraat in Lummen heeft gekruist, mondt de Laambeek in de Mangelbeek uit.
Tot slot stroomt de beek door de gemeente Lummen, waar ze in de buurt van het Schulensmeer uitmondt in de Demer: 50° 58′ 5″ NB, 5° 9′ 52″ OL

## Molenbeeck

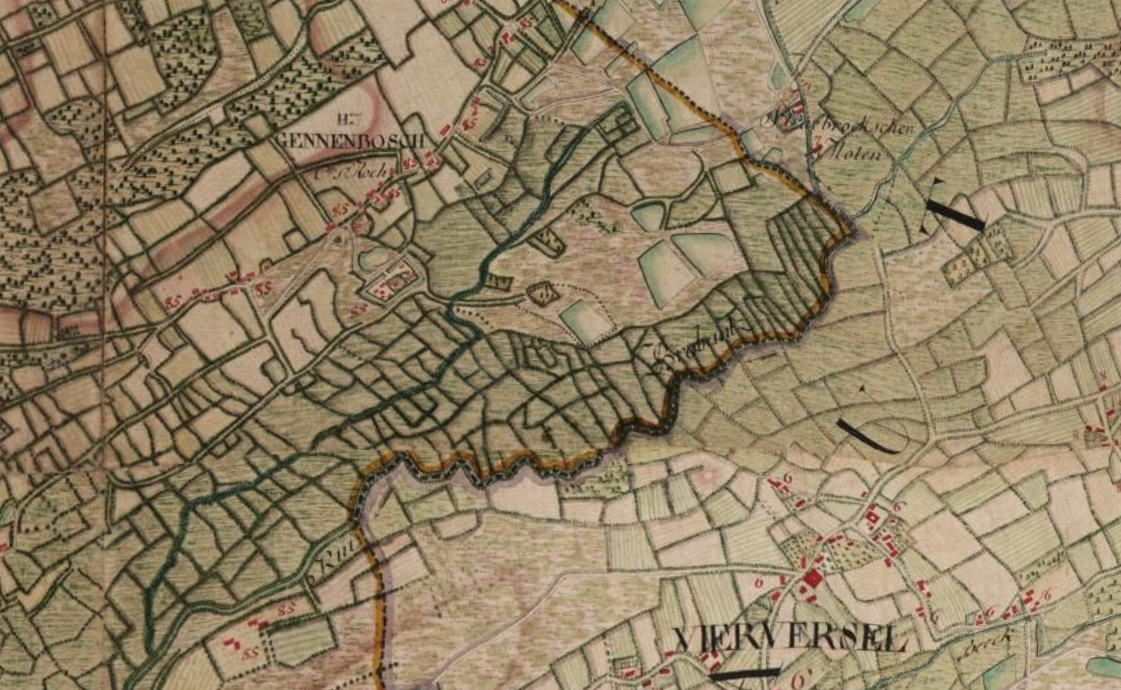
Oude Molenbeek te zien op de Ferrariskaart uit 1771-1778

Op de Ferrariskaarten (1771-1778) is de Mangelbeek terug te vinden als "Molenbeeck" (aangegeven ter hoogte van het kasteel van Meylandt en in Ubersel/Obbeek). Men kan ook duidelijk zien hoe de beek meanderde in het landschap voordat ze in 1959 werd rechtgetrokken. Een duidelijk overblijfsel van de oude loop van de "Oude Molenbeek" is de Molen Van Straebroeck (aan de Mangelbeekstraat op de grens tussen Lummen en Heusden-Zolder). Deze molen staat enkele honderden meters van de huidige Mangelbeek verwijderd.
De Molenbeeck vormde tussen Obbeek (Heusden-Zolder) en Genenbos (Lummen) de grens tussen het Prinsbisdom Luik en het Hertogdom Brabant, dit is ook duidelijk te zien op de Ferrariskaarten.